# おしえてほしいぞぉ、師匠
「おしえてほしいぞぉ、師匠」（おしえてほしいぞぉ、マスター）は、テレビアニメ「魔法先生ネギま!」のシングル。2005年5月11日にキングレコードから発売された。

## 概要
- 表題曲「おしえてほしいぞぉ、師匠」は、テレビアニメ『魔法先生ネギま!』の第14話〜22話、24話、25話エンディングテーマとして使用された。
- 初回盤には、赤松健による古菲（スカ）の書き下ろしパクティオーカードが封入されている。
- 松岡由貴曰く（いい意味で）ふざけた歌。
- ハッピー☆マテリアル4月度と同時発売され3位・4位と並んでランクインした。

## 収録曲
1. おしえてほしいぞぉ、師匠 [3:47]
作詞：くまのきよみ、作曲：大久保薫、編曲：鶴由雄
  - テレビ東京系アニメ「魔法先生ネギま!」エンディングテーマ。ここでの「マスター」とはエヴァンジェリン・古菲を指している
2. a precious pride [3:59]
作詞：河合英嗣、作曲・編曲：YUPA
  - 白石涼子のアルバム｢R02｣にも収録されている。
3. おしえてほしいぞぉ、師匠（Instrumental ver.）
4. a precious pride（Instrumental ver.）

## 歌唱キャラクター
| キャラクター                         | 声優       |
| ------------------------------------ | ---------- |
| 綾瀬夕映                             | 桑谷夏子   |
| 朝倉和美                             | 笹川亜矢奈 |
| 絡繰茶々丸                           | 渡辺明乃   |
| 古菲                                 | 田中葉月   |
| エヴァンジェリン・A・K・マクダウェル | 松岡由貴   |

### ユニットメンバー
1. ↑  綾瀬夕映（桑谷夏子）、朝倉和美（笹川亜矢奈）、絡繰茶々丸（渡辺明乃）、古菲（田中葉月）、エヴァンジェリン・A・K・マクダウェル（松岡由貴）